# Список ссавців Ватикану
Список ссавців Ватикану містить перелік видів, зареєстрованих на території Ватикану згідно з МСОП. Список не містить свійських та забрідлих ссавців. Список налічує 1 вид із ряду хижих (Carnivora), 14 — рукокрилих (Chiroptera), 1 вид гризунів (Rodentia). 

## Середовище проживання
Площа Ватикану становить приблизно 44 га. Ця держава оточена містом Рим, лежить неподалік від ріки Тибр і огороджена від Риму кам'яною стіною за винятком межі між Італією й Ватиканом на Площі Святого Петра — це біла лінія. Найвища точка — 60 метрів. Сади складають ≈23 гектари. Клімат Ватикану такий самий, як м. Рим: помірно-середземноморський.

## Природоохоронні статуси
Із 16 зазначених e таблиці видів 2 є уразливими, 2 — перебувають у близькому до загрозливого стані.
Природоохоронні статуси за оцінками МСОП позначені так:
| VU | Vulnerable      | Уразливі види                       |
| NT | Near Threatened | Види, близькі до загрозливого стану |
| LC | Least Concern   | Найменший ризик                     |

## Список
| Українська назва         | Латинська назва           | Автор таксона              | Статус МСОП | Зображення |
| Ряд: Carnivora           |                           |                            |             |            |
| Родина: Canidae          |                           |                            |             |            |
| Лисиця руда              | Vulpes vulpes             | Linnaeus, 1758             | LC          |            |
| Ряд: Chiroptera          |                           |                            |             |            |
| Родина: Molossidae       |                           |                            |             |            |
| Тадарида європейська     | Tadarida teniotis         | Rafinesque, 1814           | LC          |            |
| Родина: Rhinolophidae    |                           |                            |             |            |
| Підковик південний       | Rhinolophus euryale       | Blasius, 1853              | NT          |            |
| Підковик малий           | Rhinolophus hipposideros  | Bechstein, 1800            | LC          |            |
| Родина: Vespertilionidae |                           |                            |             |            |
| Широковух звичайний      | Barbastella barbastellus  | Schreber, 1774             | NT          |            |
| Пергач пізній            | Eptesicus serotinus       | Schreber, 1774             | LC          |            |
| Гіпсуг Саві              | Hypsugo savii             | Bonaparte, 1837            | LC          |            |
| Довгокрил звичайний      | Miniopterus schreibersii  | Kuhl, 1817                 | VU          |            |
| Нічниця гостровуха       | Myotis blythii            | Tomes, 1857                | LC          |            |
| Нічниця довгопала        | Myotis capaccinii         | Bonaparte, 1837            | VU          |            |
| Нічниця велика           | Myotis myotis             | Borkhausen, 1797           | LC          |            |
| Вечірниця дозірна        | Nyctalus noctula          | Schreber, 1780             | LC          |            |
| Нетопир білосмугий       | Pipistrellus kuhlii       | Khul, 1817                 | LC          |            |
| Нетопир лісовий          | Pipistrellus nathusii     | Keyserling & Blasius, 1839 | LC          |            |
| Нетопир карлик           | Pipistrellus pipistrellus | Schreber, 1774             | LC          |            |
| Ряд: Rodentia            |                           |                            |             |            |
| Родина: Muridae          |                           |                            |             |            |
| Миша хатня               | Mus musculus              | Linnaeus, 1758             | LC          |            |